# Oreodera crinita
Oreodera crinita là một loài bọ cánh cứng trong họ Cerambycidae.